# Ploceus dorsomaculatus
El tejedor dorsipinto (Ploceus dorsomaculatus) es una especie de ave paseriforme de la familia Ploceidae propia del África ecuatorial.

## Distribución
Se entuentra en dos regiones disjuntas de África Central, ambas en latitudes ecuatoriales, una junto a la costa occidental y la otra al oeste de la región de los Grandes Lagos, distribuido por Camerún, Gabón, República Centroafricana, República del Congo y República Democrática del Congo.